# Avannaa
Avannaa este un district din Groenlanda. Este compusă din municipalitatea Qaanaaq și două zone care nu îi aparțin administrativ - Baza aeriană Thule (Pituffik) și Parcul Național al Groenlandei de Nord-Est  (porțiunea nordică).